# Ревякин, Иван Константинович
Иван Константинович Ревякин (1913—1980) — советский государственный деятель, первый прокурор Липецкой области с 1954 по 1964 годы, государственный советник юстиции 3-го класса.

## Биография
Родился 1 ноября 1913 года в деревне Яковцево Тверской губернии в крестьянской семье.
В 1932 году был направлен на курсы педагогов, по окончании которых, с 1933 года, работал учителем начальной сельской школы в Ивановской области. В 1935—1937 годах служил в РККА. По окончании службы работал в комсомольских организациях Калининской области. Перед Великой Отечественной войной окончил курсы руководящего состава Прокуратуры СССР и Грозненский филиал Всесоюзного юридического заочного института (ныне Московский государственный юридический университет).
В 1940—1941 годах Ревякин работал следователем прокуратуры Молоковского района Калининской области. В 1941—1943 годах был прокурором Нелидовского района Калининской области; в 1943—1945 годах — помощник прокурора Калининской области по специальным делам. В первые годы войны находился в партизанском отряде Нелидовского района.
В период с 1946 по 1949 год являлся заместителем прокурора Грозненской области по специальным делам. В 1949—1954 годах — прокурор следственного отдела прокуратуры, заместитель прокурора Воронежской области по специальным делам.

Памятная доска в Липецке

В 1954 году Иван Константинович Ревякин был назначен прокурором Липецкой области, проработав на этой должности по 1964 год. Затем переехал в город Кемерово и являлся прокурором Кемеровской области по 1979 год.
Умер в Кемерово в 1980 году.
В 2017 году на сессии Липецкого городского Совета депутаты приняли решение об увековечивании памяти И. К. Ревякина. В июне этого же года мемориальная доска с его портретом была установлена на здании региональной прокуратуры на улице Зегеля в Липецке.

## Награды
- Был награждён орденами Ленина и Красного Знамени, многими медалями, в числе которых «За отвагу», «Партизану Отечественной войны», «Ветеран труда», а также медаль «За безупречную службу в органах прокуратуры».[3]
- Удостоен звания Заслуженный юрист РСФСР.